# Theda Borde

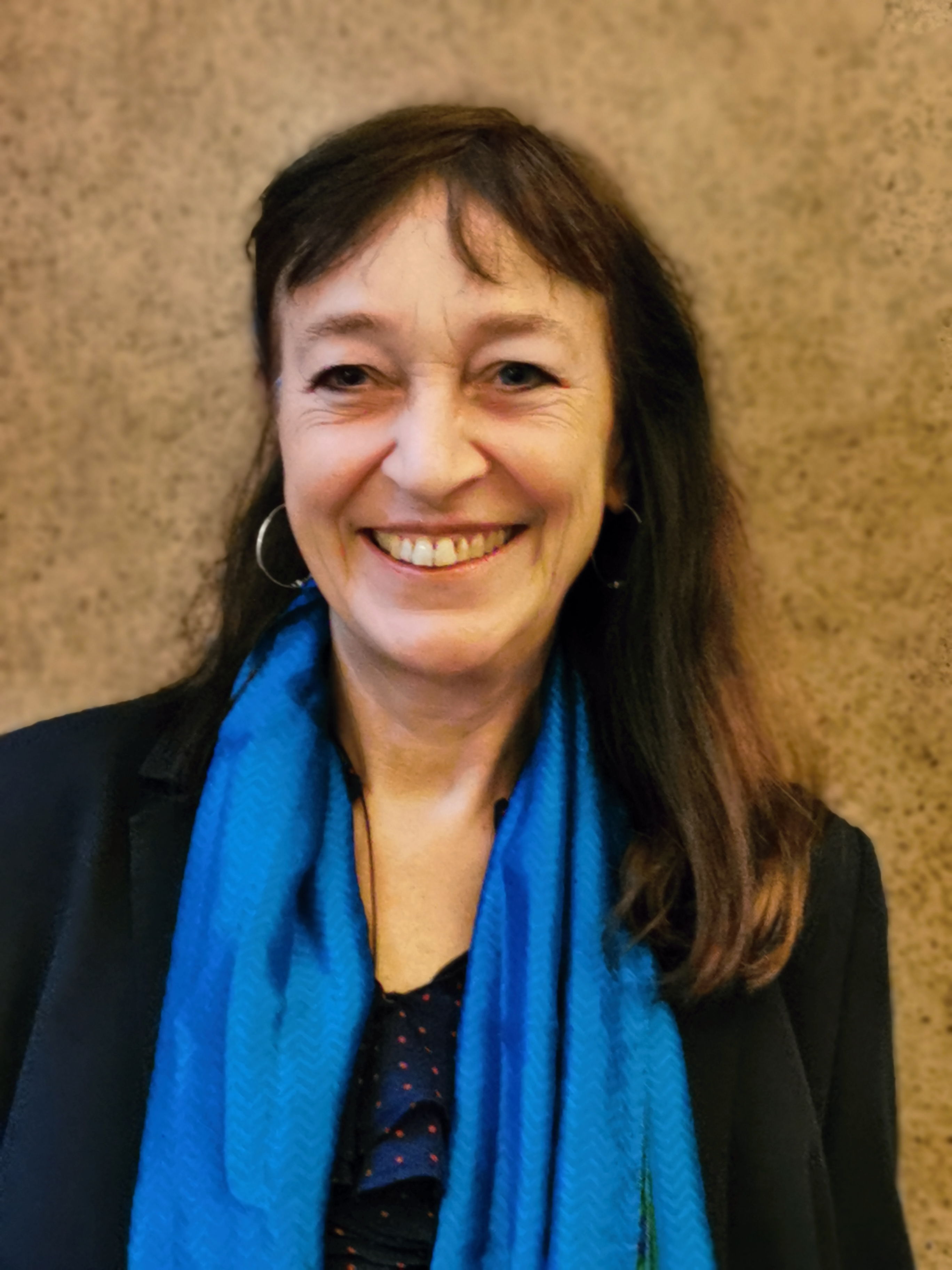
Theda Borde (2021)

Theda Borde (* 14. Januar 1957 in Westrhauderfehn/Niedersachsen) ist eine ehemalige Rektorin, Professorin für sozialmedizinische und medizinsoziologische Grundlagen der Sozialen Arbeit, Public Health an der Alice Salomon Hochschule Berlin.

## Leben und Wirken
Theda Borde machte 1976 am Teletta-Groß-Gymnasium in Leer ihr Abitur, unterbrochen von einem Jahr als Austauschschülerin 1973 bis 1974 in den USA. 1976 begann sie ein Studium der Geschichte, Anglistik und Pädagogik an der Universität Münster und wechselte 1977 zum Studium Politologie und Amerikanistik an die Freie Universität Berlin. Nach dem Abschluss als Diplom-Politologin leitete Theda Borde von 1985 bis 1996 ein internationales Bildungs- und Beratungszentrum für Immigrantinnen in Berlin. Nebenberuflich studierte sie von 1993 bis 1996 Gesundheitswissenschaften an der Freien Universität Berlin und schloss das Studium mit dem Master of Public Health ab. 2002 wurde sie in Public Health/Gesundheitswissenschaften an der Technischen Universität Berlin promoviert.
Von 1996 bis 2004 arbeitete sie als wissenschaftliche Mitarbeiterin in verschiedenen migrationsbezogenen gesundheitswissenschaftlichen Projekten an der Charité Berlin. Sie gründete zusammen mit Matthias David die bis heute bestehende institutionsübergreifende Berliner Forschungsgruppe „Migration und Gesundheit“.
Seit 2004 lehrt Theda Borde als Professorin für sozialmedizinische und medizinsoziologische Grundlagen der Sozialen Arbeit und der Klinischen Sozialarbeit an der Alice Salomon Hochschule Berlin.
Von 2010 bis 2014 war sie Rektorin der Alice Salomon Hochschule Berlin. Hier engagierte sie sich insbesondere für die Öffnung der Hochschule für sogenannte „nicht-traditionelle Studierende“, die Stärkung des Forschungsbeitrags der Hochschulen für angewandte Wissenschaften, die hochschulübergreifende Kooperation in der Berlin School of Public Health und die betriebliche Gesundheitsförderung.

## Forschungsschwerpunkte
Theda Borde forscht und lehrt zu den Themen Migration und Gesundheit, Geschlecht und Gesundheit, Müttergesundheit, interprofessionelle Kooperation in der Gesundheitsversorgung sowie Gesundheitsförderung.

## Auszeichnungen und Ehrungen
- 2004: Oskar-Kuhn-Preis für das Projekt „Interkulturelle Öffnung von Krankenhäusern und medizinischen Versorgungseinrichtungen“ mit Matthias David und Tanja Braun. Lobende Anerkennung, Berlin[4]

- 2011: Erster Preis im bundesweiten Wettbewerb gute Praxis gesundheitsfördernder Hochschulen für gesundheitsfördernde Organisationsentwicklung für das Projekt „alice gesund – gesundheitsfördernde Alice Salomon Hochschule Berlin“ (Projektleitung), Magdeburg.

- 2016: Preis der Fachzeitschrift Geburtshilfe und Frauenheilkunde für die meistzitierte Originalarbeit. M. David, T. Borde, S. Brenne, B. Ramsauer, W. Henrich, J Breckenkamp und O. Razum: Comparison of Perinatal Data of Immigrant Women of Turkish Origin and German Women – Results of a Prospective Study in Berlin. Geburtshilfe und Frauenheilkunde 2014.

- 2021: In Würdigung ihrer Leistungen wurde ihr anlässlich der Wissensstadt Berlin 2021 im Rahmen der Ausstellung „Berlin – Hauptstadt der Wissenschaftlerinnen“ eine Ausstellungstafel gewidmet.[5][6]

## Veröffentlichungen (Auswahl)
- Patientinnenorientierung im Kontext der soziokulturellen Vielfalt im Krankenhaus. 2002. Dissertation. Technische Universität Berlin.[1]

- Theda Borde, Matthias David (Hrsg.): Kinder und Jugendliche mit Migrationshintergrund. Lebenswelten, Gesundheit und Krankheit. Frankfurt/Main: Mabuse-Verlag 2005.
- Theda Borde, Matthias David (Hrsg.):  Migration und psychische Gesundheit. Belastungen und Potentiale. Frankfurt/Main: Mabuse-Verlag, 2007.
- Theda Borde, Matthias David, Frank C. K. Chen:  Schweres Schwangerschaftserbrechen bei Migrantinnen – eine Folge psychischer Belastungen im Zuwanderungsprozess? In: Theda Borde, Matthias David (Hrsg.): Migration und psychische Gesundheit. Belastungen und Potentiale. Mabuse-Verlag, Frankfurt/Main 2007, S. 95–104, ISBN 978-3-938304-44-0.
- Theda Borde, Matthias David (Hrsg.): Schwangerschaft, Geburt und frühe Kindheit in der Migration. Wie beeinflussen Migration und Akkulturation soziale und medizinische Parameter? Mabuse-Verlag, Frankfurt/Main 2011, ISBN             978-3-940529-91-6.